# 藤井丙午
藤井 丙午（ふじい へいご、1906年（明治39年）2月23日 - 1980年（昭和55年）12月14日）は、日本の実業家、政治家。位階は従三位、勲等は勲一等。新日本製鐵副社長、参議院議員などを歴任した。
財界にあって、政界とのつきあいも広く、参議院議員になるなど「財界政治部長」の異名を取った。

## 来歴
岐阜県加茂郡黒川村（現白川町黒川）出身。早稲田大学専門部政治経済科在学中に、早慶戦の入場券を学校当局が不正配分したとして、学生がストライキを起こす騒ぎに発展したが、藤井は学生側委員長としてストライキを指揮した。この騒ぎは、中野正剛・緒方竹虎が学校と学生の間に入って仲介を務めたが、このことが縁で、1931年（昭和6年）3月卒業後、同年4月に（中野と緒方が在籍していた）朝日新聞社に入社した。政治部記者時代に、文部大臣を務めた平生釟三郎の知遇を得て、秘書になる。
その後、平生によって日本製鐵が設立されると1937年（昭和12年）6月、同社に入社、秘書課長となる。永野重雄と知り合い、藤井と永野は盟友として、日本製鐵から官僚出身者の排撃に共に動いたりもした。戦中から戦後にかけて鉄鋼統制会総務局長、鉄鋼販売統制 (株) 社長、日本鉄鋼協議会専務理事などを歴任
戦後は経済同友会の設立に尽力し、設立総会で藤井は「政府のみでなく財界でも、その指導者たちは形式的な民主化に表面をつくろい、古い型の資本主義をそのまま温存しようとしている。新しい産業の在り方について時代的な感覚を持ち合わせていないのは遺憾だ。このような情勢は、我々中堅経済人の奮起を促している。」と世話人を代表して挨拶した。
1947年（昭和22年）の第1回参議院議員通常選挙に全国区から無所属で立候補し当選するが、1期3年で退任。この間、芦田内閣・経済安定政務次官を務めた。日本製鐵が分割されて設立された八幡製鐵に復帰して、総務部長、副社長を歴任する。
1970年（昭和45年）に八幡製鐵と富士製鐵が合併して、新日本製鐵が発足すると引き続き副社長に留任。しかし、社内方針を巡り永野重雄と鋭く対立、稲山嘉寛を巻き込む社内紛争に発展し、結局三者揃って退陣することで決着する。この間、1965年（昭和40年）9月から1973年（昭和48年）9月まで国家公安委員会委員を務める。
1974年（昭和49年）第10回参議院議員通常選挙に岐阜県地方区から立候補し、当選。自由民主党岐阜県連会長などを務める。
1978年（昭和53年）4月の春の叙勲で勲一等に叙され、瑞宝章を受章する。
1980年（昭和55年）第12回通常選挙で再選を果たすが、議員在職中の同年12月14日、急性心不全のため、東京都新宿区の東京女子医科大学病院で死去した。74歳没。同月19日、特旨を以て位記を追賜され、死没日付をもって従三位に叙された。
勲一等瑞宝章を追贈された。哀悼演説は同年12月22日、参議院本会議で降矢敬義により行われた。
なお、藤井の死去に伴う参議院岐阜県地方区補欠選挙は翌1985年2月1日に執行され、三男である藤井孝男が「弔い合戦」を制して、地盤を継承した。

## 人物
財界、政界での活動の傍ら、書、囲碁を嗜み、また歌舞伎、文楽、常磐津など古典芸能の愛好家としても知られ、自身で義太夫、常磐津、宮薗なども語る粋人でもあった。文楽の先代竹本綱大夫、竹沢弥七による新作浄瑠璃の名品「芸阿呆」（安藤鶴夫作）の初演（放送録音）の折、製作資金を援助した逸話もある（「8世綱大夫を偲ぶ」（自費出版本）による）。
また、次代を担う若者の育成にも熱心であり、財団法人ユースワーカー能力開発協会の初代会長を務めた。

## 栄典
- 1966年 - 藍綬褒章[2]
- 従三位勲一等瑞宝章受章

## 親族
- 長男 藤井国男（三晃金属常務）[1][2]
- 娘　堀由紀子
- 三男 藤井孝男（運輸大臣、参議院議員）[1][2]